# Culex torrentium
Culex torrentium es una especie de mosquito de la familia Culicidae. Esta especie se distribuye a lo largo de la región templada del Paleártico.

## Descripción
La especie es muy similar a Culex pipiens . Las características más fiables para distinguir ambas especies (Culex torrentium de C. pipiens) se encuentran en los machos, concretamente en el hipopigio. En esta especie, el brazo dorsal de paraprocto es puntiagudo y torcido en el ápice, a diferencia de C. pipiens que es romo. El brazo ventral del paraprocto es largo y recurvado.

## Distribución
Culex torrentium se encuentra en el Paleártico, región que incluye a Europa, el norte de Asia, África septentrional y las zonas norte y central de la península arábiga. En un grupo de dos especies simpátricas, Culex pipiens y Culex torrentium, la proporción de Culex torrentium aumenta de sur a norte. En la región de San Petersburgo de Rusia, según estudios preliminares, Culex torrentium es una especie menos abundante que Culex pipiens.